# مونته‌فرانته
مونته‌فرانته (به ایتالیایی: Monteferrante) یک کومونه در ایتالیا است که در استان کییتی واقع شده‌است.

## خصوصیات
مونته‌فرانته ۱۵ کیلومترمربع مساحت و ۱۷۶ نفر جمعیت دارد و ۸۵۰ متر بالاتر از سطح دریا واقع شده‌است.